# Spodnja Bela, Beljak
Spodnja Bela (nemško Untere Fellach) je naselje Statutarnega mesta Beljak na Koroškem v Avstriji.